# Casa Consistorial De Mayagüez
La Casa Consistorial De Mayagüez, más comúnmente conocida como la Alcaldía de Mayagüez, es el Ayuntamiento del Municipio de Mayagüez . Está ubicado frente a la Plaza de Armas de Colón frente a la Catedral de Nuestra Señora de la Candelaria.

## Historia
El primer edificio fue construido en 1845 pero fue destruido por el terremoto de 1918. El edificio original albergaba las oficinas municipales, una cárcel, una estación de telégrafos y el cuerpo de guardia. El edificio actual fue construido en 1926 bajo la orden del alcalde Juan Rullán Rivera. Los arquitectos fueron Carmoega y el Ing. Font Jiménez, fue construido por Ignacio Flores Lorenzo, y Adriano González fue el contratista de la obra. Su entrada principal consta de un pórtico y una torre con un reloj. Su fachada es de estilo neoclásico, catalogado como tal por los capiteles corintios del edificio y sus columnas grecorromanas. Numerosos salones, habitaciones, oficinas y otros servicios se encuentran en el edificio.